# Lista de deputados estaduais do Pará da 19.ª legislatura
Esta é a lista de deputados estaduais do Pará para a legislatura 2019–2023. Nas eleições estaduais no Pará em 2018 foram eleitos 41 deputados estaduais, destes 18 foram reeleitos.

## Composição das bancadas
| Partido      | Líder                | Bancada | Posição      |
| ------------ | -------------------- | ------- | ------------ |
| MDB          | Renilce Nicodemos    | 8 / 41  | Governo      |
| PSDB         | Cilene Couto         | 4 / 41  | Oposição     |
| PL           | Alex Santiago        | 3 / 41  | Governo      |
| PSD          | Gustavo Sefer        | 3 / 41  | Governo      |
| PT           | Dirceu Ten Caten     | 3 / 41  | Independente |
| DEM          | Eliel Faustino       | 3 / 41  | Oposição     |
| Republicanos | Fábio Freitas        | 2 / 41  | Governo      |
| PDT          | Junior Hage          | 2 / 41  | Independente |
| PTB          | Angelo Ferrari       | 2 / 41  | Governo      |
| PSC          | Jaques Neves         | 2 / 41  | Governo      |
| PP           | Del. Lenildo Caveira | 1 / 41  | Governo      |
| Cidadania    | Thiago Araújo        | 1 / 41  | Oposição     |
| PATRI        | Raimundo Santos      | 1 / 41  | Governo      |
| PSOL         | Marinor Brito        | 1 / 41  | Oposição     |
| DC           | Diana Belo           | 1 / 41  | Governo      |
| PSL          | Del. Nilton Neves    | 1 / 41  | Governo      |
| PSB          | Fábio Figueiras      | 1 / 41  | Oposição     |
| PODE         | Igor Normando        | 1 / 41  | Governo      |
| PMN          | Orlando Lobato       | 1 / 41  | Oposição     |

## Deputados Estaduais
| Nome                  | Partido      | Coligação               | votos nominais | Notas                                          | Ref   |
| --------------------- | ------------ | ----------------------- | -------------- | ---------------------------------------------- | ----- |
| Daniel Santos         | MDB          | PSDB - DEM - PDT - PRP  | 113.588        | Eleito pelo PSDB.                              | [ 1 ] |
| Cilene Couto          | PSDB         | PSDB - DEM - PDT - PRP  | 93.614         |                                                | [ 1 ] |
| Renato Ogawa          | PL           | PR                      | 71.689         | O partido mudou de nome, antes se chamava PR.  | [ 1 ] |
| Fábio Freitas         | Republicanos | PRB - PMN               | 63.768         | O partido mudou de nome, antes se chamava PRB. | [ 1 ] |
| Chamonzinho           | MDB          | MDB - DC - PSD          | 63.722         |                                                | [ 1 ] |
| Gustavo Sefer         | PSD          | MDB - DC - PSD          | 61.301         |                                                | [ 1 ] |
| Dirceu Ten Caten      | PT           | PT                      | 59.600         |                                                | [ 1 ] |
| Thiago Araújo         | Cidadania    | PPS - PMN - PRTB        | 54.933         | O partido mudou de nome, antes se chamava PPS. | [ 1 ] |
| Miro Sanova           | PDT          | PSDB - DEM - PDT - PRP  | 52.619         |                                                | [ 1 ] |
| Bordalo               | PT           | PT                      | 49.854         |                                                | [ 1 ] |
| Antônio Tonheiro      | PL           | PR                      | 47.354         | O partido mudou de nome, antes se chamava PR.  | [ 1 ] |
| Eliel Faustino        | DEM          | PSDB - DEM - PDT - PRP  | 47.183         |                                                | [ 1 ] |
| Paula Gomes           | PSD          | MDB - DC - PSD          | 46.863         |                                                | [ 1 ] |
| Raimundo Santos       | PATRI        | PTC - PATRI             | 46.779         |                                                | [ 1 ] |
| Júnior Hage           | PDT          | PSDB - DEM - PDT - PRP  | 46.578         |                                                | [ 1 ] |
| Renilce Nicodemos     | MDB          | SOLIDARIEDADE           | 45.991         | Eleita pelo SD.                                | [ 1 ] |
| Hilton Aguiar         | DEM          | PSDB - DEM - PDT - PRP  | 44.939         |                                                | [ 1 ] |
| Dilvanda Faro         | PT           | PT                      | 43.796         |                                                | [ 1 ] |
| Eraldo Pimenta        | MDB          | MDB - DC - PSD          | 43.605         |                                                | [ 1 ] |
| Michele Begot         | PSD          | MDB - DC - PSD          | 43.464         |                                                | [ 1 ] |
| Martinho Carmona      | MDB          | MDB - DC - PSD          | 43.296         |                                                | [ 1 ] |
| Marinor Brito         | PSOL         | PSOL - PPL - PCB        | 43.178         |                                                | [ 1 ] |
| Ana Cunha             | PSDB         | PSDB - DEM - PDT - PRP  | 41.610         |                                                | [ 1 ] |
| Chicão                | MDB          | MDB - DC - PSD          | 40.268         |                                                | [ 1 ] |
| Dra. Heloisa Melo     | DEM          | PSDB - DEM - PDT - PRP  | 40.224         |                                                | [ 1 ] |
| Victor Dias           | PSDB         | PSDB - DEM - PDT - PRP  | 36.706         |                                                | [ 1 ] |
| Iran Lima             | MDB          | MDB - DC - PSD          | 39.585         |                                                | [ 1 ] |
| Alex Santiago         | PL           | PR                      | 39.193         | O partido mudou de nome, antes se chamava PR.  | [ 1 ] |
| Luth Rebelo           | PSDB         | PSDB - DEM - PDT - PRP  | 36.761         |                                                | [ 1 ] |
| Wanderlan             | MDB          | MDB - DC - PSD          | 34.096         |                                                | [ 1 ] |
| Diana Belo            | DC           | MDB - DC - PSD          | 33.752         |                                                | [ 1 ] |
| Delegado Toni Cunha   | PTB          | PODE - PTB - PSL - PROS | 33.498         |                                                | [ 1 ] |
| Angelo Ferrari        | PTB          | PODE - PTB - PSL - PROS | 31.609         |                                                | [ 1 ] |
| Delegado Nilton Neves | PSL          | PODE - PTB - PSL - PROS | 29.151         |                                                | [ 1 ] |
| Fábio Figueiras       | PSB          | PSB                     | 29.077         |                                                | [ 1 ] |
| Igor Normando         | PODE         | PPS - PHS               | 25.443         | Eleito pelo PHS.                               | [ 1 ] |
| Jaques Neves          | PSC          | PSC                     | 25.022         |                                                | [ 1 ] |
| Orlando Lobato        | PMN          | PPS - PMN - PRTB        | 22.358         |                                                | [ 1 ] |
| Professora Nilse      | Republicanos | PRB - PMN               | 18.391         | O partido mudou de nome, antes se chamava PRB. | [ 1 ] |
| Delegado Caveira      | PP           | PP - PHS                | 16.325         |                                                | [ 1 ] |
| Galileu Moraes        | PSC          | PSC                     | 14.551         |                                                | [ 1 ] |